# Purkratice

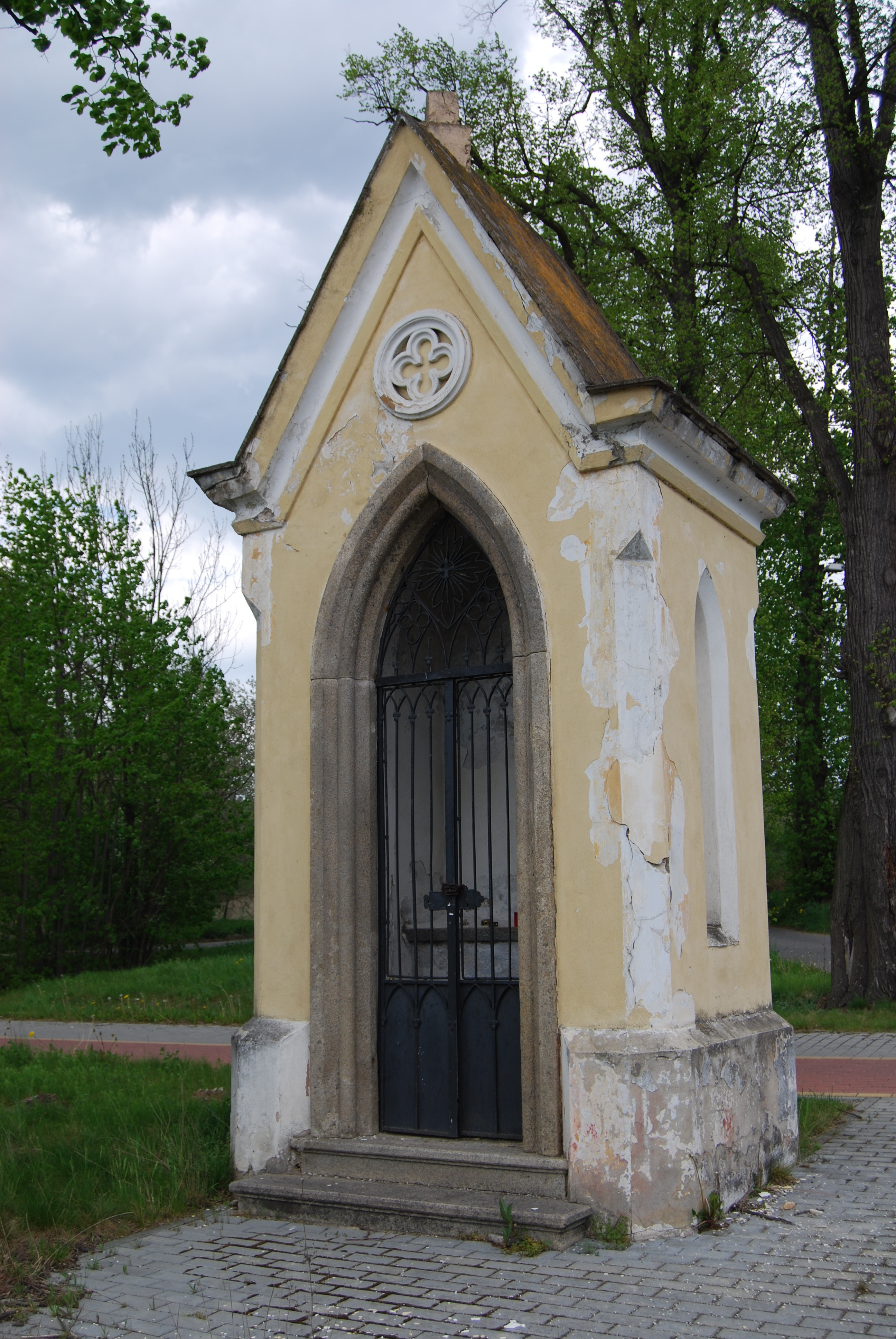
Kapelle der Jungfrau Maria Svatohorská

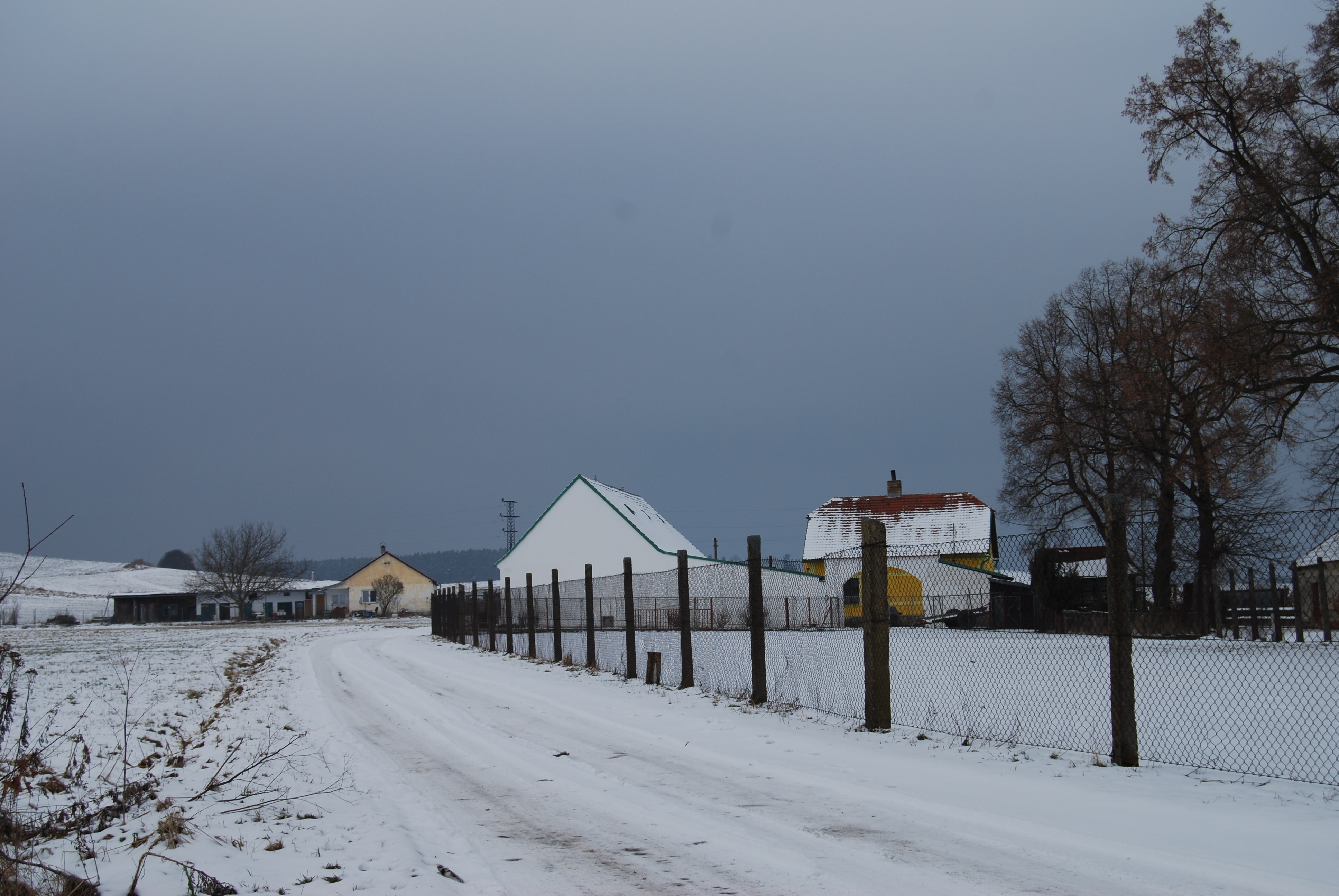
Ortsansicht

Purkratice (deutsch Purkratitz, 1939–45 Burgratitz) ist ein Ortsteil der Stadt Písek (Pisek) in Tschechien. Er liegt zwei Kilometer nordöstlich von Písek und gehört zum Okres Písek.

## Geographie
Die Streusiedlung Purkratice befindet sich linksseitig der Otava (Wottawa) im seichten Tal des Baches Purkratický potok in der Písecká pahorkatina (Piseker Hügelland).  Über die Gemarkung erstreckt sich eine Kaskade von Teichen, bachabwärts sind dies der Zálesný rybník, der Kamenitý rybník, der Topělecký rybník, der Prostřední rybník, der Nádvorný rybník und der Bažný rybník. Südlich erhebt sich der Na Cvičišti (392 m n.m.), im Nordwesten der Švimberk (418 m n.m.). Südlich verläuft die Staatsstraße I/20 zwischen Písek und Blatná. Gegen Nordwesten liegt der Flugplatz Písek (LKPK-U).
Nachbarorte sind Skrýšov und Topělec im Norden, Vrcovice im Nordosten, U Martínka, Nad Lázněmi und Staré Lázně im Osten, Písek-Vnitřní Město im Südosten, Pražské Předměstí und Václavské Předměstí im Süden, U Robinsona, Síbrovna und Oldřichov im Südwesten, Dobešice im Westen sowie Krašovice und Čížová im Nordwesten. 

## Geschichte
Die erste urkundliche Erwähnung von Purkratice erfolgte 1394. Die Ansiedlung gehörte die meiste Zeit zu den Besitzungen der Königlichen Stadt Písek.  1785 wurde der Ort als Purkraticze, ein Meierhof, bezeichnet.
Im Jahre 1837 bestand das im Prachiner Kreis gelegene Dörfchen Purkratitz bzw. Burgkratitz aus sieben Häusern mit 57 Einwohnern. Im Ort gab es einen Meierhof und eine Schäferei. Des Weiteren existierten in Purkratitz zehn Teiche, drei weitere waren zu Wiesen umgewandelt. Gepfarrt war das Dorf zur Dechaneikirche Mariä Geburt in Písek, die Begräbnisse erfolgten auf dem Friedhof der Filialkirche St. Wenzel hinter der Prager Vorstadt. Bis zur Mitte des 19. Jahrhunderts blieb Purkratitz der Stadt Písek untertänig.
Nach der Aufhebung der Patrimonialherrschaften bildete Purkratice / Purkratitz ab 1850 einen Ortsteil der Stadtgemeinde Písek / Pisek im Gerichtsbezirk Pisek. 1868 wurde das Dorf dem Bezirk Pisek zugeordnet. Im Jahre 1869 bestand Purkratice aus sieben Häusern und hatte 58 Einwohner. Anstelle des Meierhofes errichtete das k.k. Heer in der zweiten Hälfte des 19. Jahrhunderts eine Kaserne mit Exerzierplatz. Im Jahre 1900 hatte Purkratice 56 Einwohner, 1910 waren es 51. Nach dem Ausbruch des Ersten Weltkriegs wurde 1914 westlich der Reservekaserne und des Exerzierplatzes der neue Garnisonsfriedhof Písek angelegt. 
Nach dem Ersten Weltkrieg zerfiel der Vielvölkerstaat Österreich-Ungarn, Purkratice wurde 1918 Teil der neu gebildeten Tschechoslowakischen Republik. Beim Zensus von 1921 lebten in den 11 Häusern des Dorfes 164 Personen, darunter 152 Tschechen und 10 Deutsche. 1930 lebten in den 12 Häusern von Purkratice 195 Personen. Zwischen 1939 und 1945 gehörte Purkratice / Burgratitz zum Protektorat Böhmen und Mähren. Nach dem Ende des Zweiten Weltkrieges kam Purkratice zur wiedererrichteten Tschechoslowakei zurück. 1950 lebten in den 21 Häusern von Purkratice 155 Personen. 1991 lebten in den sieben Häusern des Dorfes 13 Personen. Nachdem die Armee zu Beginn des 21. Jahrhunderts die Kaserne in Purkratice aufgegeben hatte, erwarb die Stadt Písek im Jahre 2005 diese und weitere Kasernenliegenschaften kostenlos vom Verteidigungsministerium. Das Kasernengelände in Purkratice wurde zu einem Industriegebiet umgenutzt. Beim Zensus von 2011 hatte Purkratice 58 Einwohner und bestand aus 10 Wohnhäusern.

## Ortsgliederung
Der Ortsteil Purkratice ist Teil des Katastralbezirks Písek.

## Sehenswürdigkeiten
- Purkraticer Lindenallee
- Kapelle der Jungfrau Maria Svatohorská, an der Alten Prager Straße
- Militärfriedhof Písek, westlich von Purkratice an der Straße von Písek nach Čížová. Auf einer Fläche von 4255 m² befinden sich 442 Soldatengräber, davon 393 aus der Zeit zwischen 1914 und 1919.[6]